# Història de Sud-àfrica

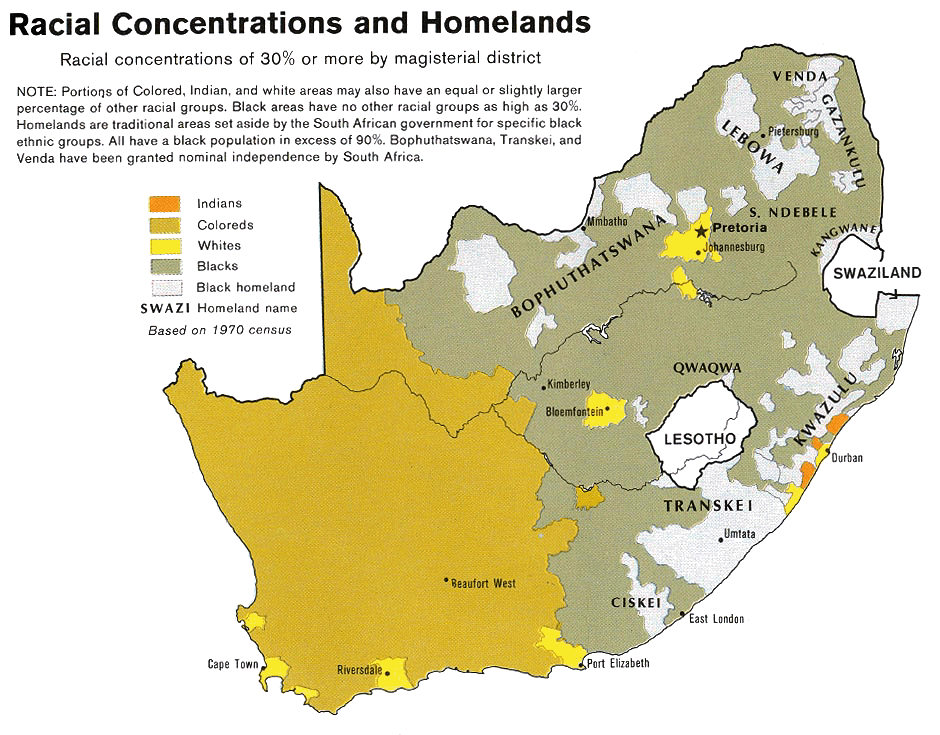
Mapa racial i demogràfic de Sud-àfrica del 1979 basat en el cens del 1970

S'han descobert vestigis d'homínids que van poblar l'actual territori de Sud-àfrica fa més de tres milions d'anys. Va evolucionar gradualment fins fa un milió d'anys quan apareix Homo erectus a la regió. Els primers coneixements que es tenen de l'Homo sapiens daten de fa 100.000 anys. Els primers Homo sapiens que es coneix a l'àrea són les tribus despectivament conegudes com a boiximans, els quals eren principalment caçadors. Fa uns 2.500 anys tribus bantus van emigrar del delta del riu Níger cap al que avui és Sud-àfrica i, aparentment, van viure pacíficament amb els boiximans a la regió. Poc es coneix d'aquesta època ja aquestes tribus no coneixien l'escriptura i l'escàs coneixement que es té prové de troballes arqueològiques. Posteriorment van emigrar altres tribus a Sud-àfrica com ara els Khoikhoi, san, xhosa, zulus i altres.
La història escrita de Sud-àfrica comença amb l'arribada dels europeus a la regió. Els primers van ser els portuguesos, els qui van fundar un assentament precursor de Ciutat del Cap al Cap de Bona Esperança i pràcticament van exterminar als Khoikhoi i als san que habitaven a la regió. Els holandesos, van prendre la colònia als portuguesos el 1652, van establir petits assentaments al Cap de Bona Esperança i es van expandir fins a formar la Colònia del Cap. Al final del segle xviii els anglesos es van apoderar de la colònia holandesa, transformant-se llavors en una colònia britànica. La població europea va començar a expandir-se i van començar les lluites amb els nadius sobre la possessió de la terra amb abundants baixes en ambdós costats. Les hostilitats també es van iniciar entre els holandesos i els britànics i molts d'aquests holandesos van emigrar i es van establir a la zona central de la regió coneguda com a Highveld on van formar la República del Transvaal per la Convenció de Sand River en 1852 i l'Estat Lliure d'Orange per la Convenció de Bloemfontein en 1854. Els holandesos, per aquella època coneguts com els Bòers (grangers, en holandès), van tenir dues guerres amb els britànics, anomenades guerres Bòer, que van acabar en la derrota d'aquests i de les seves repúbliques independents.
El 1910 les quatre principals repúbliques de la regió es van unir configurant la Unió Sud-africana. Als pobladors de raça negra no se'ls va donar el dret de vot en aquesta república i la falta de drets dels negres, els denominats "homes de color" i asiàtics, va continuar erosionant el concepte d'Unió.
Els descendents dels colons blancs sempre van constituir una minoria entre els africans de raça negra. Després de la Segona Guerra Mundial els blancs van dictar les seves regles racistes a través de l'apartheid, mitjançant una sèrie de lleis que establien la segregació racial. El sistema de l'Apartheid es va començar a qüestionar internacionalment en començar l'últim quart del segle xx, de manera que el govern del Partit Nacional va incrementar les sancions, els arrestos i l'opressió contra la població que no era blanca.
El 1990, després d'un llarg període de resistència per part de diversos moviments anti-apartheid (sobretot el Congrés Nacional Africà) i de la pressió internacional per campanyes com Free Nelson Mandela, el govern del Partit Nacional es va veure forçat a fer un primer pas cap a la negociació abolint la prohibició del Congrés Nacional Africà i altres organitzacions polítiques d'esquerres, i alliberant Nelson Mandela després de 27 anys a la presó. Per al lliurament del poder a la majoria negra es van dur a terme negociacions que incloïen el manteniment del sistema econòmic preexistent, la llei de reconciliació i el desmantellament de programa nuclear de Sud-àfrica perquè els africans no disposessin de la bomba atòmica. La legislació de l'apartheid va ser gradualment substituïda dels textos estatutaris i es van dur a terme les primeres eleccions multiracials el 1994. El Congrés Nacional Africà (ANC) les va guanyar amb una gran majoria, i des de llavors s'ha mantingut en el poder.
El país està actualment sota control de la majoria negra, la qual constitueix el 80% de la població. Tot i l'eliminació de l'apartheid, milions de sud-africans negres continuen vivint en la misèria i la taxa d'atur oficial ronda el 40%. De tota manera s'han dut a terme canvis legislatius sota els auspicis del BEE (Black Economic Empowerment), ajudant a anivellar les condicions de vida dels grups racials del país, situació provocada a causa de dècades de domini econòmic desproporcionat per part de la minoria blanca.

## Prehistòria
Sud-àfrica conté alguns dels jaciments arqueològics més antics d'Àfrica. Els nombrosos fòssils de les coves Sterkfontein, Fromdraai i Makapansgat suggereixen que diversos australopitecs hi vivien fa tres milions d'anys. Després hi van arribar els homo habilis, homo erectus i l'home modern. Els assentaments dels pobles parlants de les llengües bantu, agricultors i ramaders, ja existien al sud del riu Limpopo, els segles IV i v, desplaçant o absorbint els pobles parlants de khoiSan originaris. Van continuar desplaçant-se cap al sud, i les primeres eines de ferro daten del 1050. El grup més meridional fou el poble de Xhosa, la llengua dels quals incorpora alguns trets lingüístics dels pobles KhoiSan. Aquestes desplaçaren els pobles anteriors, la majoria societats caçadores-recol·lectores.
Molt poc se sap sobre Sud-àfrica abans de l'aparició de l'homo sapiens. Una troballa important arqueològica el 1998 a Sterkfontein, a prop de Johannesburg, revela que homínids vivien a la zona anomenada Highveld fa almenys tres milions d'anys. L'homo erectus apareix fa un milió d'anys, havent-se trobat les seves restes en aquesta zona, així com en altres regions d'Àfrica, Europa i Àsia. Troballes fòssils obtingudes en el Riu Klasies a la Província del Cap de l'Est, indica que l'homo sapiens va poblar aquesta regió fa uns 100.000 anys.
Els primers homo sapiens que van poblar Sud-àfrica van ser els San o Kung-San despectivament coneguts com a boiximans, una raça nòmada i hàbils caçadors. Sentien un gran respecte per la natura i sembla que van viure durant segles en convivència amb el medi ambient, tot i que no es coneix molt sobre ells, donats els escassos vestigis arqueològics trobats. Amb alguna certesa se sap que els San es van establir des de fa 25.000 anys. Actualment un petit nombre de San encara viuen a Sud-àfrica, sent la seva cultura una de les més antigues del món que han existit contínuament.
Al voltant de fa 2.500 anys, alguns grups de San va començar a convertir-se a tasques pastorals, deixant l'activitat de la cacera i emigrant cap al nord. Aquesta activitat va introduir el concepte de la propietat en aquesta societat, la qual es va solidificar i expandir formant estructures socials on apareixen els caps de tribus.
Els boiximans pastorals coneguts com khoikhoi (homes d'homes) van començar a tornar al sud arribant al que avui es coneix com a Cap de Bona Esperança. Aquests nous emigrants es van barrejar amb els caçadors boiximans, coneguts com a San, fins al punt que és difícil traçar una límea de distinció entre els dos grups, els quals són coneguts avui en dia com khoisan. Amb el temps aquests pobladors es van començar a establir a la costa, si bé alguns van quedar a l'interior del país.

## Edat antiga

### Expansió bantu
Per aquesta època tribus bantus van començar a arribar a Sud-àfrica. Originaris del Delta del riu Níger a l'Àfrica Occidental, van emigrar cap al sud i cap a l'est, arribant fins a la Província de KwaZulu-Natal al voltant de l'any 500 aC. Els bantus no només criaven bestiar, sinó que també coneixien l'agricultura, collint blat i altres productes. Eren també experts en ferreria i vivien en poblats ben establerts. L'emigració bantu va ser gradual i no en grans masses. Alguns grups, els ancestres de la gent Nguni (zulus, Xhosa, Swazi i Ndebele) van preferir viure a la costa. Altres, coneguts actualment com els Sotho-Tswana (Tswana, Pedi i Basotho) es van establir al Highveld, mentre que les tribus Venda, Lemba i shangaan-Tsonga van triar ubicar-se al nord-est de Sud-àfrica.
Els bantus i els khoisan es van barrejar, com és evident en les pintura rupestres, on es mostren els dos grups interaccionant. No es coneix quin tipus de contacte van tenir dos pobles, però hi ha una evidència d'integració en el llenguatge Bantu que incorpora l'espetec de la llengua com consonant característic de la llengua Khoisan. Nombrosos artefactes khoisan han estat descoberts en els poblats bantu.

## Arribada dels europeus
La història escrita de Sud-àfrica comença amb l'arribada dels portuguesos. El 1487, Bartolomeu Dias es convertí en el primer europeu a arribar a l'extrem més meridional d'Àfrica. En retornar a Lisboa amb les notícies del descobriment, que anomenaria el Cabo das Tormentes (Cap de les Tempestes) ateses les condicions tempestoses que hi havia vist, el seu patrocinador reial, Joan II de Portugal, seleccionà un nom diferent, el Cabo da Boa Esperança (Cap de la Bona Esperança), ja que prometia ser la ruta cap a les riqueses de l'Índia. Després, el poeta portuguès Camões va immortalitzar el viatge de Dias en el poema èpic de Les Lusíades específicament amb el personatge mitològic d'Adamastor, que simbolitza les forces de la naturalesa que els navegadors portuguesos havien de vèncer durant llur circumnavegació del cap.
És poc coneguda la història de Sud-àfrica des de 500 anys a.C. fins a l'arribada dels europeus. Els primers a arribar a aquesta regió van ser els portuguesos, els que navegaven a la recerca d'una ruta marítima a l'Índia i l'Àsia que reemplacés la costosa i llarga ruta terrestre a través de l'Àsia central. El 1487, el navegant Bartolomé Dies va donar la volta al Cap de Bona Esperança. Onze anys després, el 1498, Vasco da Gama va navegar per la mateixa ruta, però es va endinsar més cap a l'orient. En la seva ruta cap a l'Índia va desembarcar i va explorar Sud-àfrica i Moçambic.
No obstant això, encara que els portuguesos van mostrar interès a colonitzar aquesta regió crucial en la ruta a l'Índia el mal temps que regna normalment a la zona i la costa rocosa del Cap, eren un perill per a les seves naus i les ocasions que van tractar de comerciar amb els Khoikhoi van acabar en l'assassinat de desenes de milers d'africans. La costa de Moçambic, per contra, era molt més atractiva per ser utilitzada com a base i addicionalment allà es van descobrir jaciments d'or.
Els portuguesos van tenir poca competència en aquestes rutes fins al segle xvi, quan els anglesos i els holandesos van començar a penetrar en aquestes regions. El tràfic de naus al Cap de Bona Esperança va començar a augmentar i la regió va esdevenir un punt regular de parada per reposar provisions fresques a tripulacions sovint atacades per l'escorbut. El 1647, una nau holandesa va naufragar a la badia de la ciutat del Cap i la seva tripulació va construir un fort que van ocupar durant un any. Poc després, la Companyia Holandesa de l'Índia Oriental va decidir establir-se en aquest lloc permanentment. La Companyia holandesa, una de les més poderoses de l'època, que cobria la ruta de les espècies cap a l'est, no tenia intencions de colonitzar la regió, sinó que més aviat el que intentava era tenir una base segura per suplir els vaixells en la seva ruta cap a Orient. Amb aquesta finalitat és que una petita expedició d'holandesos al comandament de Jan van Riebeck va arribar a Table Bay el 6 d'abril del 1652.

## Colonització europea

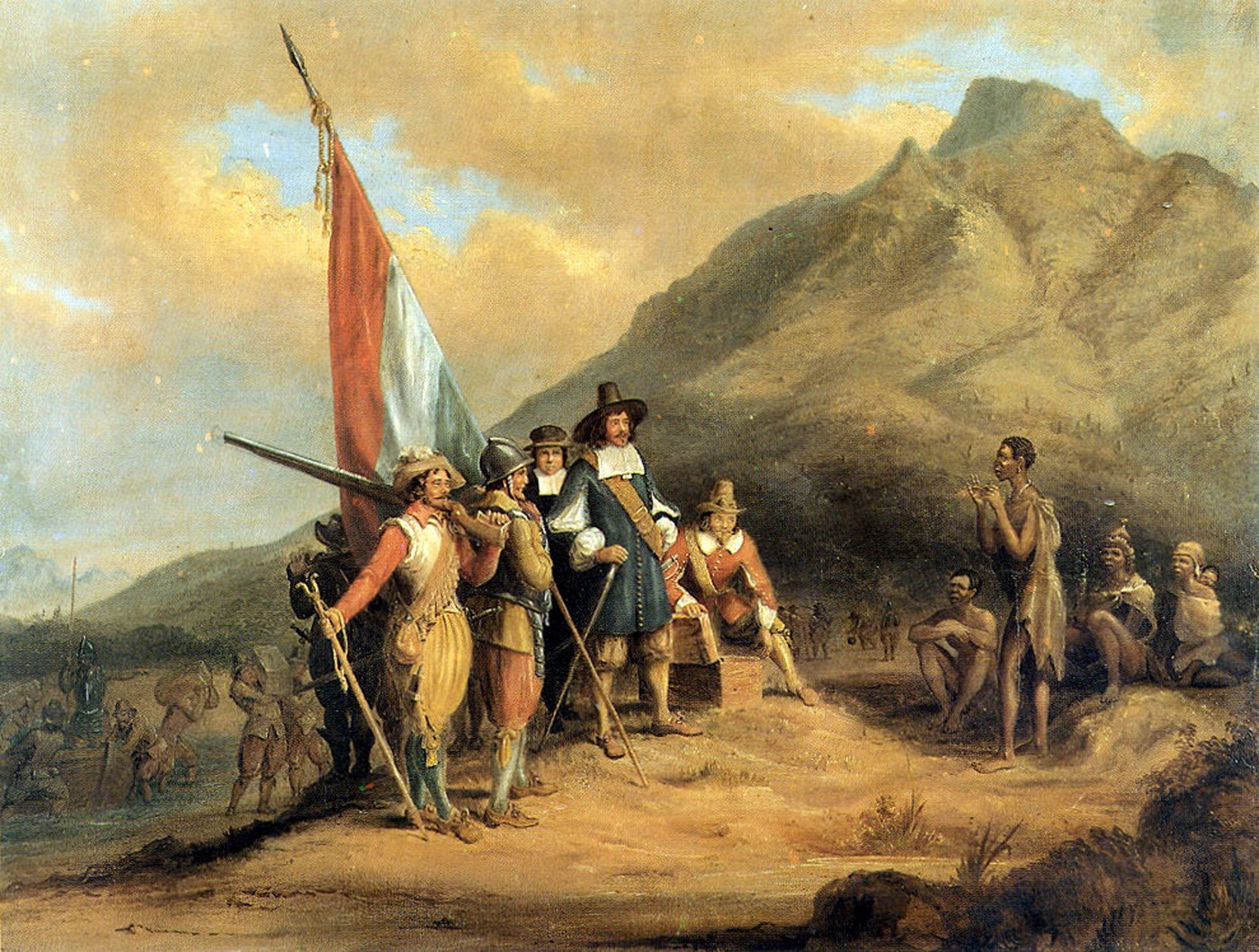
El 4 d'abril de 1652, el capità Jan van Riebeeck va prendre possessió del Cap de Bona Esperança en nom de la Companyia Neerlandesa de les Índies Orientals. L'aniversari d'aquest succés es convertiria, amb el temps, en festa nacional de la República de Sud-àfrica.

Els segles posteriors al 1488, els navegants portuguesos van establir diversos assentaments poblats per pescadors, però no n'ha sobreviscut cap registre històric. El 1652, Jan van Riebeeck va establir una estació d'aprovisionament al Cap de Bona Esperança en nom de la Companyia Holandesa de les Índies Orientals. Durant la major part dels segles xvii i XVIII, es van estendre lentament les possessions neerlandeses, fins a trobar-se amb els assentaments dels pobles xhosa en la regió del Riu Fish. Una sèrie de guerres, conegudes com les Guerres de la Frontera del Cap es van lliurar, causades pels conflictes d'interès sobre les terres i el bestiar.
Atesa l'escassetat de mà d'obra, els colonitzadores portaren esclaus d'Indonèsia, Madagascar i l'Índia. Els líders problemàtics d'aquests esclaus, sovint d'ascendència reial, van ser expulsats de les colònies neerlandeses a la resta de Sud-àfrica. Aquest grup d'esclaus, amb el pas del temps, es convertí en un poble que en l'actualitat s'identifica com els "Malaisis del Cap", els quals al llarg de la història, van tenir un estatus social superior. La majoria dels descendents d'aquests esclaus, que sovint es casaren amb colonitzadors neerlandesos, van ser posteriorment classificats, amb els khoikhoi com els coloureds del Cap.
La Gran Bretanya va prendre el Cap de Bona Esperança el 1795, suposadament per evitar que caigués en mans dels francesos, però també per fer ús de Cape Town com a punt de descans en la rutes cap a Austràlia i l'Índia. Va ser retornat als neerlandesos el 1803, però poc després la Companyia Holandesa de les Índies Orientals es va declarar en fallida, i els britànics s'annexaren la Colònia del Cap el 1806. Els britànics continuaren amb les guerres de la Frontera en contra dels xhosa, expandint la frontera cap a l'est i establint una sèrie de fots a la vora del riu Fish i consolidant-la, encoratjant l'assentament d'immigrants britànics. El Parlament del Regne Unit va abolir el comerç d'esclaus el 1807, i va abolir l'esclavatge en totes les seves colònies el 1833.
El descobriment de diamants el 1867 i d'or el 1884 a l'interior del territori va produir creixement econòmic i va donar un impuls a la immigració, intensificant la subjugació dels nadius. Els bòers, o afrikaners descendents dels primers colons europeus, van resistir amb èxit l'expansió dels britànics durant la Primera Guerra Bòer (1880 a 1881) amb l'ús de tàctiques guerrilleres, més adequades a les condicions locals. No obstant això, els britànics van retornar en la Segona Guerra Bòer (1899 a 1902). La intenció dels bòers d'aliar-se amb l'Àfrica Occidental alemanya va ser una excusa més dels britànics per prendre el control de les repúbliques dels bòers.
Els bòers es van resistir amb ferocitat, però els britànics van vèncer les forces bòers. Durant aquesta guerra, els britànics, van fer ús de camps de concentració i de tàctiques controvertides com ara el cremar les terres, el bestiar i les cases dels bòers. El maltractament dels camps de concentració britànics van ser portats a la llum per Emily Hobhouse en el seu "Report d'una Visita als Camps de Dones i Nens de les Colònies del Cap i del Riu Orange". Van morir 26.370 persones, la gran majoria dels quals eren nens.
El Tractat de Vereeniging va establir la sobirania suprema dels britànics sobre les repúbliques sud-africanes, i el govern britànic va assumir el pagament de 3 milions de lliures esterlines degudes als governs dels bòers.

### S'estableixen els holandesos

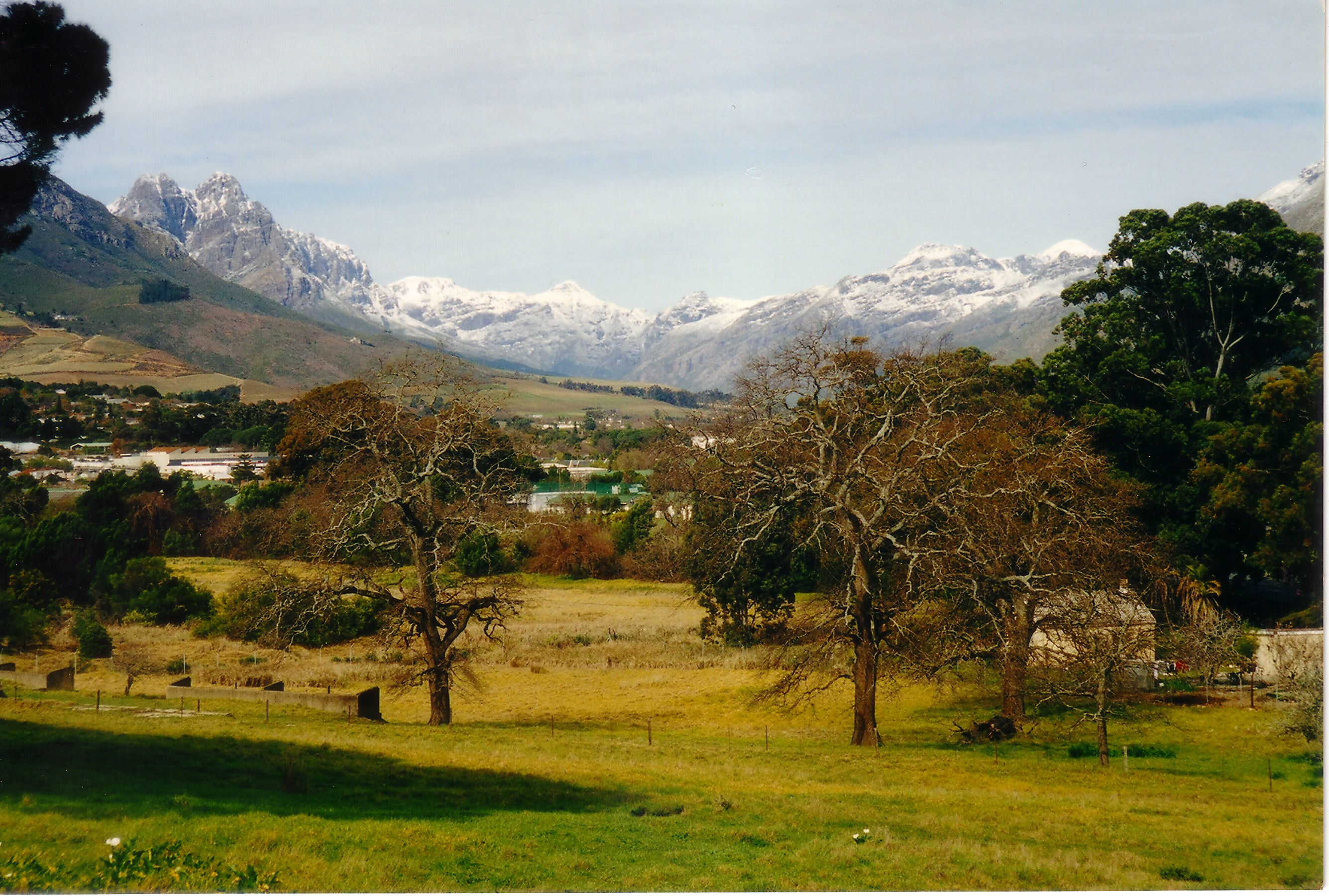
La ciutat de Stellenbosch es va convertir en un centre agrari de l'Àfrica del Sud neerlandesa, un autèntic contrapunt a Ciutat del Cap, que era el centre comercial i polític.

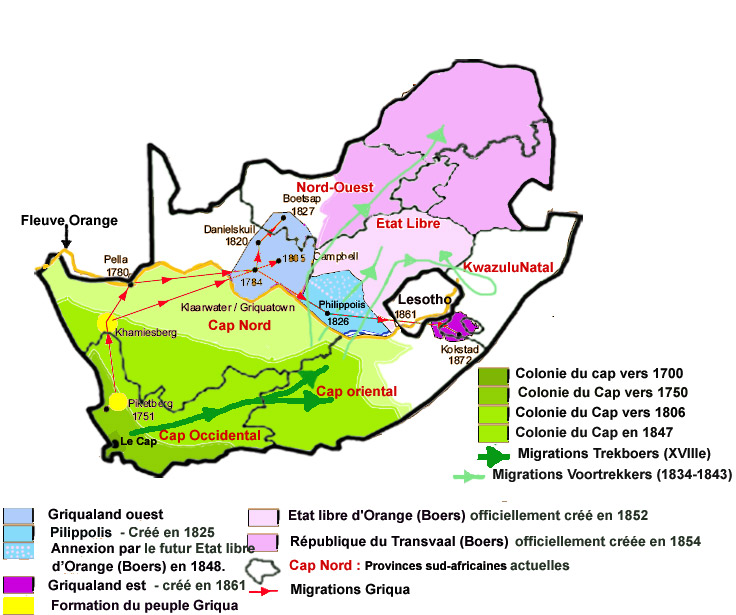
En la imatge es reprodueixen les migracions dels basters i els bòers per tot el Sud d'Àfrica. En verd es representen els territoris de la colònia neerlandesa del Cap. En blau, els estats fundats pels gricqua, i en morat les repúbliques bòers.

Si bé els holandesos es veien obligats a comerciar amb els Khoikhois, la relació no era amistosa. Els holandesos van recórrer a portar agricultors d'Holanda que conreaven la terra i proveïen a la Companyia amb els seus productes. Això va resultar molt reeixit, produint abundants quantitats de fruites, vegetals, blat i vi. Posteriorment també van començar a criar bestiar.
La majoria dels agricultors eren holandesos i membres de l'Església Reformista Calvinista d'Holanda, però també hi havia nombrosos alemanys. El 1688, als holandesos i alemanys, se'ls van unir els hugonots francesos, també calvinistes, que fugien de la persecució del rei Lluís XIV.
En addició a l'establiment de l'exitós sistema agrícola, els holandesos van començar a portar esclaus principalment de Madagascar i d'Indonèsia. Alguns d'aquests esclaus es van barrejar amb els europeus i la seva descendència va ser el que es va anomenar Colorits del Cap o Colorits Malais. Amb l'addició dels esclaus les terres ocupades per la Companyia es van estendre cap al nord i cap a l'est i la guerra amb els khoikhoi es va fer inevitable. Els khoikhois van ser obligats a replegar-se en ser delmats per la superioritat en armament dels holandesos i per malalties introduïdes pels europeus. Les guerres de guerrilles dels khoikhoi va durar fins al segle xix. Als supervivents no els va quedar altra opció que treballar per als europeus, els quals també es van barrejar amb els holandesos donant origen als anomenats Colorits.
Entre els tribus khoikhoi els més coneguts eren els Griqua, els qui havien viscut originalment a la costa est la badia de Santa Elena i les muntanyes Cedeberg. Al segle xviii van aconseguir obtenir armes i cavalls i es van dirigir cap al nord-est. En la seva ruta se'ls van anar agregant Colorits i altres grups de Khiosan i fins i tot aventurers blancs, arribant a crear una força militar considerable. Finalment van arribar al Highveld a prop del que s'anomena Kimberley, on es van establir al territori que es diu Griqualand.
A mesura que els grangers s'expandien cap al centre de la regió van començar a portar una vida pastoral, no molt diferent dels Khoikhoi que anaven desallotjant. En addició al bestiar, portaven normalment una carreta, una tenda de campanya, un fusell i una bíblia. Aquests van ser els primers Bòers, completament independents d'un poder central, extraordinàriament autosuficients i aïllats de la resta de la regió. La vida dura que portaven van produir una raça d'homes de gran valentia, íntimament lligats a la terra que ocupaven i profundament religiosos.

### L'arribada dels britànics al Cap

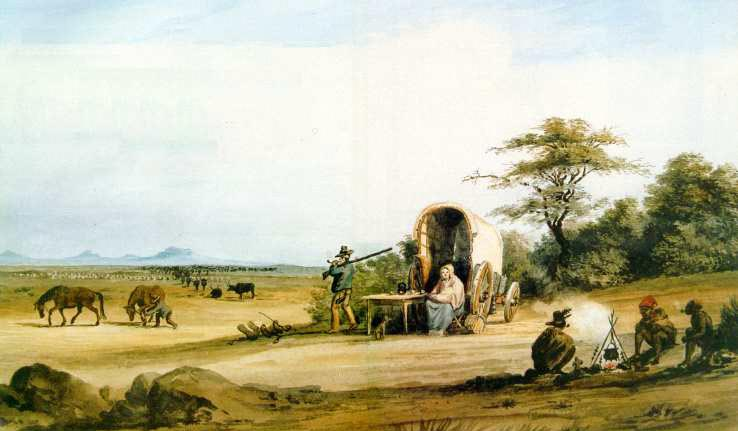
Pintura sobre els primers Bòers.

A finals del segle xviii el poder mercantil d'Holanda va començar a disminuir, mentre el dels britànics augmentava. En aquesta situació els britànics van optar per prendre possessió del Cap fins llavors en possessió dels holandesos, per evitar que França l'envaís. Posteriorment i per un breu temps, els holandesos van tornar a prendre possessió del Cap fins a la definitiva conquesta britànica al gener de 1806, convalidada el 1814 després de la fi de les Guerres Napoleòniques.
Per a aquella època la colònia comptava amb 25.000 esclaus, 20.000 colons blancs, 15.000 Khoisan i 1.000 esclaus alliberats. El poder a Ciutat del Cap el posseïen els colons blancs i la discriminació racial estava fortament arrelada. Fora de Ciutat del Cap, a l'interior de Sud-àfrica, existien diverses poblacions de blancs i negres totalment segregats i aïllats.
Igual que els holandesos, els britànics tenien poc interès en aquesta regió per colonitzar, sent la seva única intenció mantenir la possessió del port estratègicament situat. Una de les primeres tasques va ser la de resoldre el conflicte entre els Bòers i els Xhosa sobre territoris a l'est de la colònia. El 1820 uns 5.000 immigrants britànics van ocupar l'àrea que separaven als Bòers dels Xhosa, amb la idea de crear una zona franca ocupada pels britànics i així resoldre la disputa. Això no es va aconseguir, de manera que la majoria d'aquests immigrants es van retirar i es van establir a les ciutats, principalment a Grahamstown i a Port Elizabeth.
Si bé la disputa no va ser resolta, l'arribada d'aquests britànics va establir la presència de la Gran Bretanya a la regió, trencant la relativa hegemonia que regnava en aquest lloc fins llavors. Els costums i idees dels Bòers no havien patit canvis durant molts anys, però amb l'arribada dels britànics, la situació va canviar radicalment, en enfrontar-se dues cultures i dos grups que parlaven diferent idioma. El resultat d'això va ser que els britànics gradualment van anar poblant les ciutats dominant la política, el comerç, les finances, la mineria i la indústria, mentre que els Bòers, amb molt inferior educació, van ser relegats a l'agricultura i a la ramaderia.
Amb l'abolició de l'esclavitud el 1833 la bretxa entre els britànics i els Bòers es va estendre, ja que els Bòers consideraven com un mandat diví la superioritat dels blancs i l'existència de l'esclavitud. El 1841 els britànics, que al seu torn també creien en la superioritat de la raça blanca, van promulgar la Llei d'Amos i Servents que afavoria als Bòers, atès que perpetuava el control dels blancs a la regió. Mentrestant la població britànica va començar a créixer considerablement a Ciutat del Cap i a Transvaal amb el descobriment de jaciments d'or i diamants.

### Migració forçada

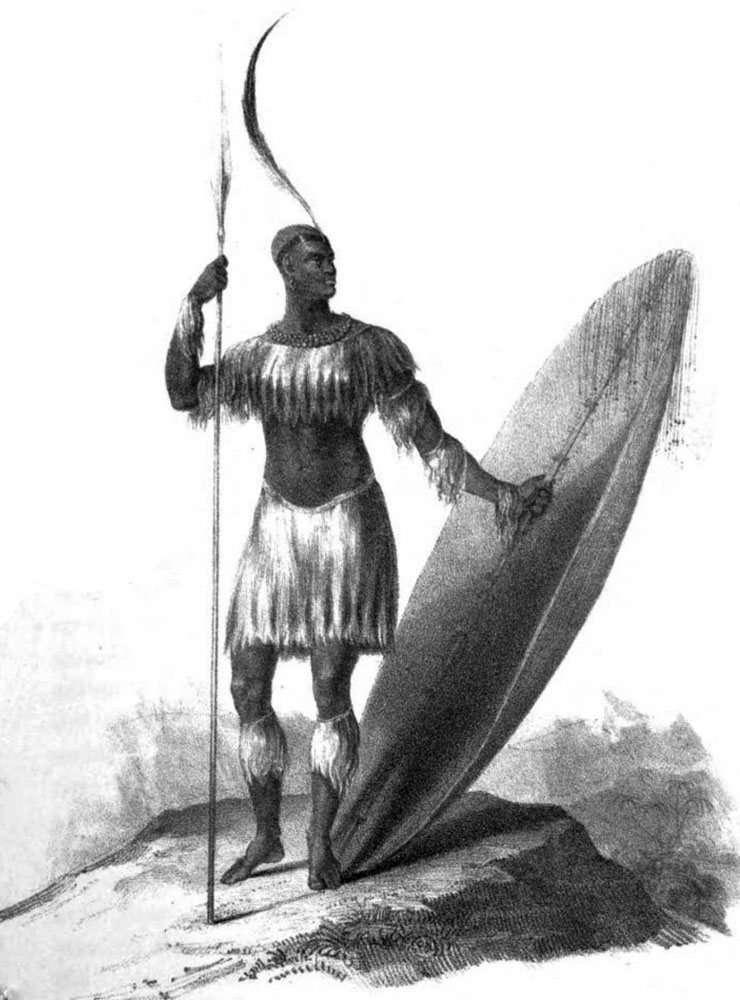
El rei Shaka

El descobriment dels jaciments d'or i diamants i la rivalitat entre britànics i Bòers portaria conseqüències funestes per als africans. La migració forçada de la gent no caucàsica cap a les zones centrals de Sud-àfrica, anomenada localment mfecane, es va originar, en gran part, com a conseqüència dels efectes de l'aparició d'un poderós regnat Zulu a principis del segle xix. Les tribus Nguni a KwaZulu-Natal van començar a unir-se per formar un estat centralitzat i militarista. Darrere d'aquesta organització estava Shaka Zulu, el fill del cap d'un petit clan Zulu. A través de diferents batalles Shaka Zulu va anar gradualment consolidant el seu poder i formant un poderós exèrcit, el qual va llançar a una conquesta implacable. Tots els que se li enfrontaven eren esclavitzats o ajusticiats. El mateix passava amb els membres del seu propi exèrcit. La derrota en combat significava la mort.
Aquesta marxa de Shaka Zulu va sembrar la destrucció i la mort a través de tota Sud-àfrica. El 1828 Shaka Zulu ser assassinats pels seus germans mitjans, Dingane, Umthlanga (Langane) i Mbopha. El primer es va proclamar rei, però va relaxar la disciplina de l'exèrcit i va tractar d'establir relacions amb els comerciants britànics a la costa de la Regió de Natal. No obstant això, per a aquell llavors, altres esdeveniments s'estaven desenvolupant que acabaria amb la independència dels zulus.

### La Gran Marxa

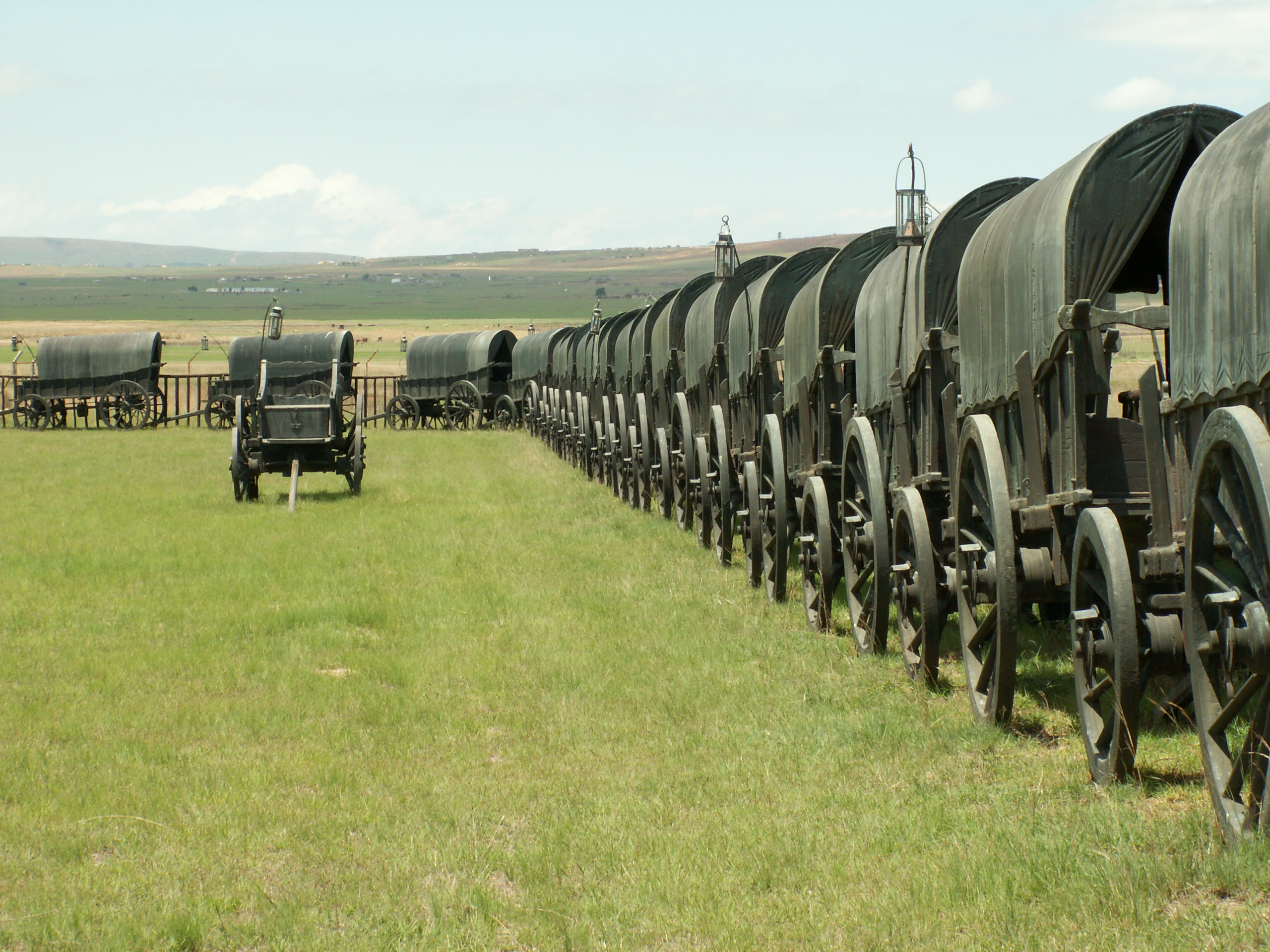
El laeger es va convertir en el símbol de la solidaritat afrikaner en un marc hostil.

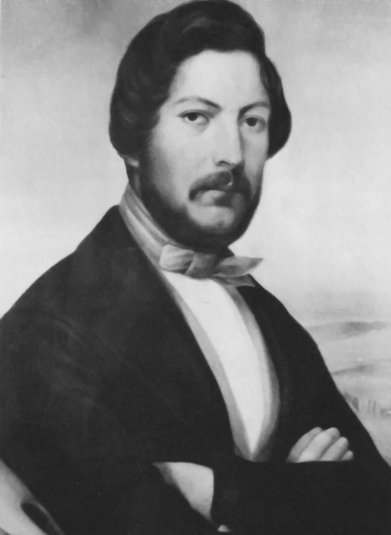
El comandant Andries Pretorius (1798-1853) va aconseguir fer fallida el poder militar zulu i establir l'efímera República de Natalia. Més tard els seus partidaris es van dirigir cap al nord-oest, on van fundar i van batejar en el seu honor la ciutat de Pretòria, que amb el temps arribaria a convertir-se en el centre polític i espiritual de la nació afrikaner.

Els bòers continuaven manifestant el seu desgrat amb el règim britànic que governava la Colònia del Cap. La proclamació de la igualtat de les races per part dels britànics va ser una espina que causava grans molèsties entre els Bòers. El 1836 diversos grups d'aquests i un gran nombre de khoikhoi van decidir emprendre una llarga marxa cap a l'interior de Sud-àfrica a la recerca de més independència. A les planes que es formen al nord i a l'est del riu Orange, a la frontera de la Colònia del Cap, van semblar haver trobat la terra promesa. Les vastes planes, poc habitades, eren ideals per a la cria de bestiar. No obstant això, el que no sabien els emigrants és que els habitants d'aquells llocs eren els habitants desplaçats pel mfecane.
Amb l'excepció de la tribus Nbedele, els Bòers no van trobar gran resistència per part dels grups que ocupaven aquestes terres. Eren grups no molt nombrosos i mancats d'armes i cavalls. La condició feble d'aquests habitants va convèncer els boers que estaven portant la civilització a una àrea salvatge. No obstant això, a les muntanyes on el rei Moshoeshoe I formava la nació Basotho, que posteriorment seria coneguda com a Lesotho i les valls boscoses de la terra dels zulus, la situació era diferent, ja que aquests sí que van presentar forta oposició i la zona es va mantenir en guerra de guerrilles per un període de cinquanta anys.

### El riu vermell

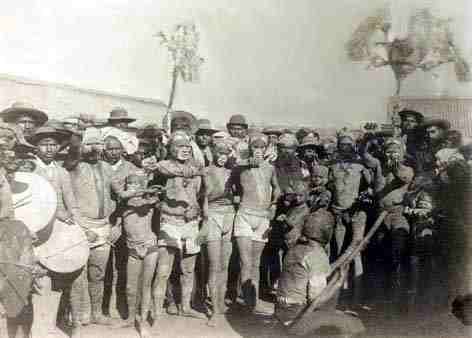
Indis arribant a Durban

La primera parada de la Gran Marxa va ser a Taba Nchu, prop del que és avui dia Bloemfontein, on es va establir la primera república. Arran de desacords entre els dirigents dels Bòers, diversos grups es van separar, dirigint alguns cap al nord creuant el Drakensberg cap a Natal, amb la idea de crear una altra república en aquesta regió. Aquesta era, però, terra zulu i el líder Bòer Piet Retief va visitar al rei Zulu Dingane. Retief va ser massacrat pels zulus i va sorgir una guerra amb els bòers pel líder assassinat. La culminació d'aquesta guerra es va produir el 16 de desembre de 1838 a la batalla del Riu Ncome a Natal. Diversos Bòers van ser ferits, però milers de zulus van ser morts, creant la llegenda que el riu Ncome es va tornar vermell per la sang vessada.
Després d'aquesta victòria, que principalment es devia al millor armament, els Bòers es van convèncer que la seva expansió estava guiada per inspiració divina. No obstant això, les seves esperances d'establir la República de Natal es van veure promptament frustrades quan el 1843 els britànics es van apoderar de la regió i van crear la Colònia de Natal, la qual es coneix avui dia com Durban. Els Bòers es van veure, per tant, capturats entre dos bàndols. D'una banda els britànics i per l'altra banda els nadius. Finalment van emigrar cap al nord de la terra que havien ocupat.
Els britànics van establir plantacions de canya de sucre a Natal, però no van aconseguir despertar molt interès en els zulus per treballar aquestes plantacions. És així que van decidir portar immigrants indis, els quals van començar a arribar el 1860 i van seguir creixent fins a aconseguir una població de 150.000 treballadors indis. El 1893, quan Mahatma Gandhi va arribar a Durban, la població índia era major que la blanca.

### Les repúbliques Bòers

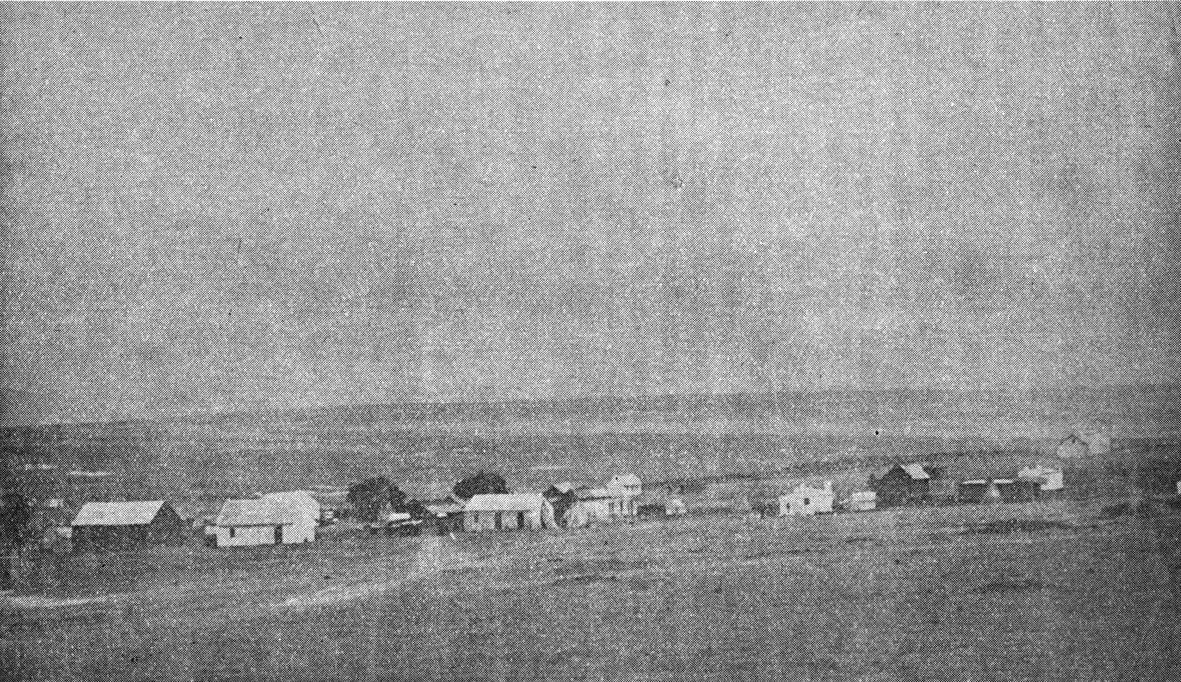
Una granja a Witwatersrand, on es va trobar or el 1886

Els Bòers mentrestant van continuar la seva recerca de terra i llibertat i finalment es van establir a Transvaal i a l'Estat Lliure d'Orange. Per un temps semblava que les repúbliques s'anaven desenvolupant harmoniosament cap a estats estables, tot i que els Bòers no eren molt nombrosos, no tenien cap indústria i escassa agricultura. El 1869 es produeix un fet que tindria una influència enorme en la regió amb el descobriment de jaciments de diamants a Kimberley. Els jaciments estaven en terres pertanyents als Griqua, les quals reclamaven com a pròpies els estats de Transvaal i Orange. La Gran Bretanya ràpidament va actuar en la disputa annexant-se les terres.
El descobriment de diamants a Kimberley va atreure nombrosos europeus i treballadors negres a la regió. Van començar a aparèixer poblats on la separació de blancs i altres races no era degudament respectada com exigien els Bòers. Per aquesta raó i pel fet que les seves repúbliques s'estaven empobrint, no obtenint cap benefici de les riqueses dels diamants de la zona ocupada pels britànics, va augmentar la frustració i el ressentiment dels Bòers.

### Les Guerres Anglo-Bòers

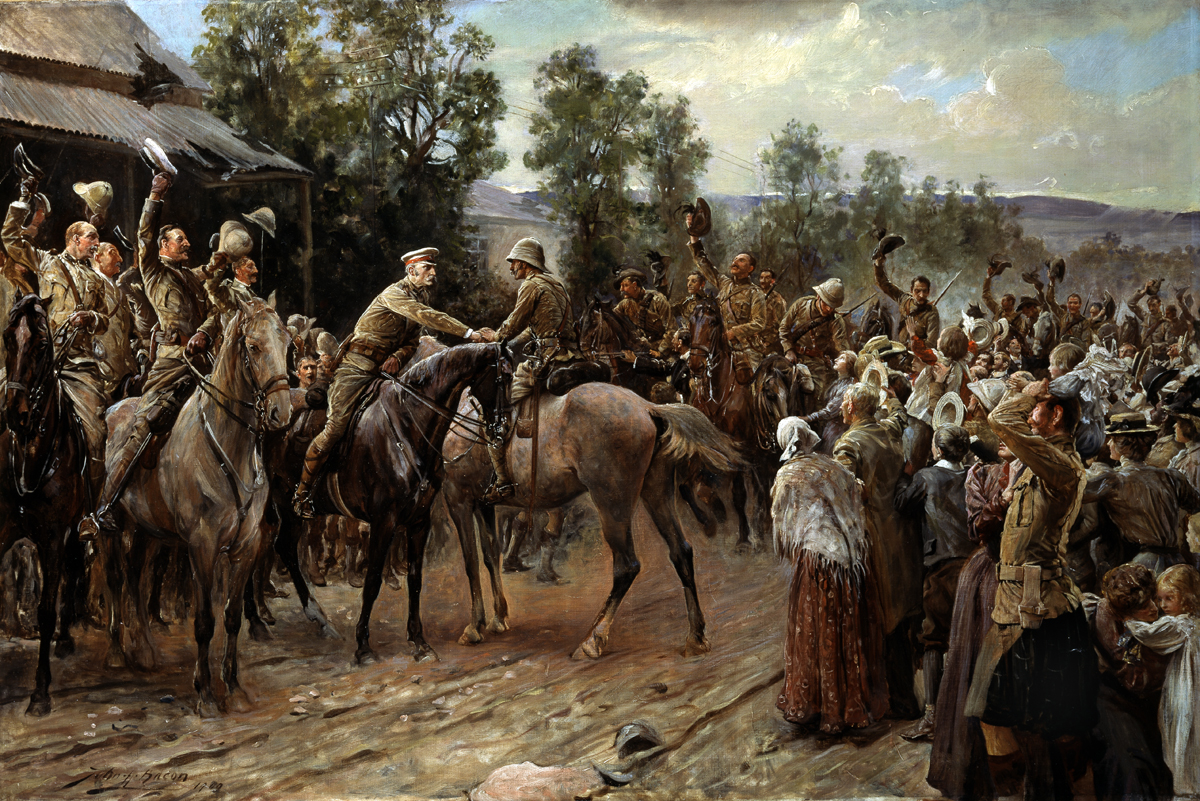
L'alliberament de Ladysmith on Sir George White saluda al Major Huber Gough el 28 de febrer.

El ressentiment dels Bòers es va transformar en una rebel·lió a Transvaal i la primera guerra Anglo-Boer, coneguda com a Guerra de la Independència pels afrikaners, va esclatar el 1880. Va ser una guerra molt curta amb la victòria decisiva dels Boers a Majuha Hill a principis de 1881. La república va guanyar la seva independència sota el nom de República de Sud-àfrica, sent triat com a primer president Paul Kruger. Mentrestant els britànics que havien considerat la seva derrota a Majuba com una aberració, seguien amb la seva obstinació de crear una federació entre les colònies de Sud-àfrica i les repúbliques Bòers.
El 1879 el Zululand va caure sota el domini dels britànics. El 1886 es van descobrir jaciments d'or a Witwatersrand, accelerant el procés de federació i propinant als Bòers un altre cop més. La població de Johannesburg en els anys 1890 ja superava els 100.000 habitants i la República de Sud-àfrica es va veure envaïda per milers de pobladors blancs i negres. L'entrada de la població negra era particularment ressentida, perquè eren els Boers que passaven, per altra banda, serioses dificultats econòmiques.
La immensa riquesa que representaven els jaciments d'or era un element irresistible pels britànics. El 1895 un grup de renegats dirigits per un capità anomenat Leander Starr Jameson va envair la República de Sud-àfrica regida pels Bòers, amb la intenció de crear un aixecament a Witwatersrand i instal·lar un govern britànic. Va ser un fracàs, però al president Kruger de la República de Sud-àfrica li resultava obvi que Jameson tenia, almenys, l'aprovació tàcita del govern britànic de la Colònia del Cap. Veient que la república estava en dificultats va forjar una aliança amb l'Estat Lliure d'Orange, també regentat per Bòers.

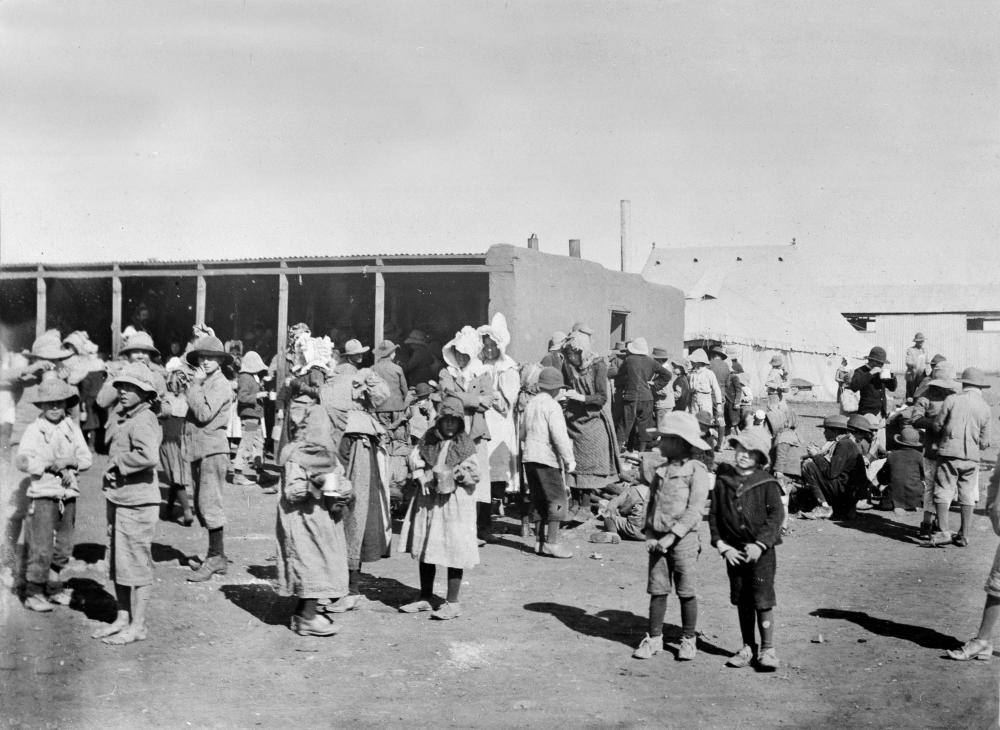
Camp de concentració per a dones i nens Bòers.

La situació va arribar a un clímax quan els britànics van exigir el dret al vot a 60.000 habitants blancs que vivien a la República de Sud-àfrica, els quals, fins llavors, no tenien aquest dret. Kruger no va acceptar les demandes dels britànics i va exigir la retirada de les tropes britàniques acantonades a la frontera amb la República de Sud-àfrica.
Quan els britànics van rebutjar aquesta demanda, Kruger va declarar la guerra. Aquest cop, però, els britànics estaven millor preparats, sortint victoriosos de la contesa sent Pretòria l'últim punt de resistència, la qual es va rendir el 1900 a les tropes britàniques. No obstant això, la guerra de guerrilles va continuar dos anys més. En aquests anys un total de 26.000 boers van morir per enfrontaments, malalties o en el genocidi que es va produir en els camps de concentració, on els anglesos van recloure a gairebé tota la població bòer en lamentables condicions. El 31 de maig de 1902 una pau superficial es va aconseguir mitjançant el Tractat de Vereeniging, mitjançant el qual els bòers van reconèixer la sobirania britànica i aquests al seu torn es van comprometre a reconstruir el país destrossat pels estralls de la guerra.

### Pau i unitat?
Durant els anys següents a la guerra els britànics es van dedicar a reconstruir el país, particularment les mines de Witwatersrand, que produïen un terç del total d'or que s'extreia al món. Però la pau que donava el Tractat era summament fràgil. Els afrikaners es van veure en la posició de ser agricultors pobres en una nació que els excloïa de l'explotació dels jaciments d'or. També ressentien profundament els intents fallits dels britànics d'imposar els seus costums i el seu idioma. Per aquesta raó l'idioma afrikaner va representar el símbol de la nació afrikaner, i una onada de nacionalisme va començar a expandir-se per la regió.
La població negra i els coloureds (mestissos) estaven totalment marginats. Els impostos eren alts, els salaris molt reduïts i l'administració britànica va incentivar la immigració de milers de xinesos a la regió per silenciar les protestes dels treballadors. El 1906 es va produir el que es va denominar la Rebel·lió de Bambatha en la qual 4.000 zulus van morir en els disturbis que es van produir en protesta per l'increment dels impostos. Els britànics van seguir amb el seu pla d'unir els diferents estats de Sud-àfrica. Després de diversos anys de negociacions, el 1910 la Llei de la Unió va ser aprovada, unint la Colònia del Cap, Natal, Transvaal i l'Estat Lliure d'Orange en un sol estat anomenat Unió Sud-africana. En aquesta unió es preveia que tot el territori estaria sota l'administració britànica, concedint certa autonomia als afrikaners. Els territoris de Sotholàndia (actualment Lesotho), Betxuanalàndia (actualment Botswana), Swazilàndia i Rhodèsia (actualment Zimbabwe) van continuar sota el domini dels britànics.
L'anglès i l'holandès es van establir com a idiomes oficials. L'idioma afrikaner no va ser reconegut com a oficial fins al 1925. Malgrat les campanyes dels negres i dels coloureds pel dret al vot, aquest dret es va mantenir només per als blancs i únicament els blancs podien ser membres del parlament.

## Independència
Després de quatre anys de negociacions, es va crear la Unió Sud-africana a partir de les colònies del Cap, Natal, Transvaal i riu Orange, el 31 de maig de 1910, exactament vuit anys després de la fi de la Segona Guerra Bòer. La nova Unió de Sud-àfrica va ser un domini britànic. L'Acta de la Terra dels Nadius, de 1913, va limitar les propietats dels negres aleshores, a només el 7% del país, tot i que es va incrementar marginalment. El 1934, el Partit Sud-africà i el Partit Nacional es van unir formant el Partit Unit amb la intenció de reconciliar els blancs bòers i els angloparlants, però es va separar el 1939 amb l'entrada de la Unió a la Segona Guerra Mundial com a aliat del Regne Unit, a la qual s'oposava el Partit Nacional.
El 1948 va arribar al poder el Partit Nacional, i va començar a aplicar una sèrie de lleis de segregacions que es coneixerien com a apartheid. Aquesta segregació també seria evident en la distribució de la riquesa guanyada durant la industrialització dels anys cinquanta als setanta. Tot i que els blancs gaudien dels estàndards de vida més elevats de tota l'Àfrica, comparables als països desenvolupats, la majoria negra es trobava en desavantatge quant a la seva economia, l'educació, habitatge i l'esperança de vida. No obstant això, la renda mitjana i l'esperança de vida mitjana d'un negre, indi o coloured sud-africà era molt superior a la resta dels Estats d'Àfrica.
El 1961, després d'un referèndum exclusiu dels blancs, el país es va convertir en una república, deixant així la Commonwealth de Nacions. El càrrec de governador general va ser abolit i va ser reemplaçat amb la posició del President de l'Estat.

## Armament nuclear i l'apartheid
L'apartheid cada vegada era més controvertit. La comunitat internacional va aprovar nombroses sancions econòmiques que s'uniren a l'increment dels disturbis i l'opressió dins Sud-àfrica. El govern va suprimir la resistència, de vegades violenta, així com les vagues, les marxes i les protestes. A finals de la dècada de 1970 Sud-àfrica va començar un programa d'armament nuclear, i la dècada següent va crear sis armes nuclears. Tot i que se'n desconeixen les motivacions, s'ha suggerit que B.J. Vorster i P.W. Botha volien catalitzar una intervenció nord-americana si es produïa una guerra entre el Moviment Popular per l'Alliberament d'Angola, que tenia el suport de Cuba, i la República de Sud-àfrica.
El 1990, el govern del Partit Nacional va prendre els primers passos per a negociar la seva sortida del poder, i va abolir la il·legalització del Congrés Nacional Africà (CNA) i altres organitzacions polítiques d'esquerra, i va alliberar Nelson Mandela de la presó, després de vint-i-set anys. A poc a poc, es van abolir les lleis de l'apartheid, i es va destruir l'arsenal nuclear; Sud-àfrica va ser admesa al Tractat de la No Proliferació Nuclear. Les primeres eleccions multiracials sud-africanes es van portar a terme el 1994; el CNA hi va aconseguir la majoria absoluta i ha governat fins a l'actualitat.
Malgrat l'abolició de l'apartheid, milions de sud-africans, la majoria negres, continuen vivint en la pobresa. Això és degut, en part, al llegat del sistema de l'apartheid mateix, així com a les dificultats dels governs actuals per solucionar els problemes socials i millorar la distribució de la riquesa.

## Després de l'apartheid

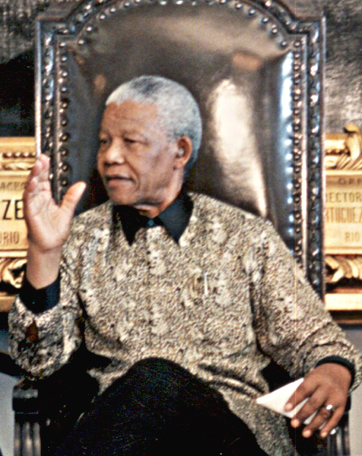
Nelson Mandela

Després de les eleccions del 1994 es va establir la Comissió per a la Veritat i la Reconciliació (1994-1999) amb la finalitat de treure a la llum pública els crims comesos durant l'apartheid. Aquesta comissió estava encapçalada per l'arquebisbe Desmond Tutu, qui havia establert com a lema de la comissió que "Sense perdó no hi ha futur, però sense confessió no hi pot haver perdó". Moltes històries de brutalitat i d'injustícia van ser narrades a aquesta comissió, oferint catàrtasis a la gent i a les comunitats de les que es van abusar en el passat.
La comissió treballava sobre la base que la víctima expliqués els fets i els perpetradors confessessin la seva culpa, amb amnistia concedida a qui fes una confessió total. Aquells que optessin per no anar a aquestes audiències se li enjuiciaría i castigaria si les denúncies eren provades. Si bé alguns policies, militars i ciutadans van confessar els seus crims, pocs dels que van donar les ordres perquè aquests crims es cometessin es van presentar a les audiències. P.W. Botha va ser un dels que no es va presentar i fins ara no ha pogut ser jutjat.
El 1999 Sud-àfrica va tenir les seves segones eleccions lliures. El 1997 Mandela va passar la direcció del Partit del Congrés Africà al seu segon, Thabo Mbeki. Les eleccions van ser un èxit per al Partit al qual li mancat un sol curul per tenir la majoria absoluta, o dos terços de l'Assemblea, la qual cosa li hauria permès canviar la constitució.
El Partit Nacionalista de radicals blancs va perdre dos terços dels seus curuls. El Partit Democràtic format per blancs va sorgir com una nova força amb un programa liberal, al qual es van unir diversos membres de la raça negra.
Si bé Mbeki no té l'arrossegament i la simpatia que té Mandela, ha provat ser un polític sagaç. El 2003 va aconseguir una majoria de les dues terceres parts al parlament, donant-li l'oportunitat de fer canvis a la constitució.
No obstant això, no tot ha anat bé a Sud-àfrica. La negativa de Mbeki de reconèixer l'epidèmia de la sida al seu país va rebre crítiques de tot el món, de la mateixa manera la seva negativa a condemnar l'expropiació forçosa de les granges dels blancs al país veí de Zimbabwe.
El crim ha augmentat considerablement des de l'eliminació de l'apartheid. Entre el 1994 i el 2001 el crim violent ha augmentat en un 33% i aproximadament 1.500 agricultors blancs han estat assassinats des del 1991. Sud-àfrica és el país que encapçala la llista d'assassinats al món, reportant el 2002, 114,8 assassinats per 100.000 habitants o cinc vegades més que el segon a la llista que és Brasil. També encapçala la llista en robatoris i assalts.
El 2004 el govern va publicar estadístiques que indicava que la taxa de criminalitat estava baixant, tot i que se li ha donat poca credibilitat a aquesta informació. El 2003 la Interpol va publicar xifres de crims que eren el doble de les publicades pel govern. S'estima que des del 1994, 250.000 sud-africans blancs han emigrat del país. Els que romanen normalment viuen en comunitats aïllades amb poc contacte amb la població negra.
El país es troba immers en l'exportació d'or i diamants (mercats que domina), en un intent de resoldre un dels majors problemes del país que és la delinqüència (encara que ha baixat lleugerament), el de controlar la sida (que afecta 4,5 milions de sud-africans, i en una reforma agrària per alleujar la tensió social i les diferències racials. Aquesta reforma consisteix en la devolució dels blancs de les seves terres als negres als quals els van arrabassar. però el tema sembla no avançar i menys del 10% de les terres han estat retornades i el Govern ha decidit obligar a vendre les terres per un preu raonable o expropiar-ne en un curt període. D'altra banda el president, Thabo Mbeki va donar autorització per portar al Parlament una possible llei de matrimoni homosexual.
El 2004 el director John Boorman va posar de manifest aquesta Comissió per a la Reconciliació i la Veritat a la pel·lícula "In my country" protagonitzada per Samuel L. Jackson i Juliette Binoche.